# Koning Willem I-prijs
De Koning Willem I-prijs is een Nederlandse prijs voor ondernemingen. De prijs wordt in beginsel elk even jaar uitgereikt door de Koning Willem I Stichting aan een groot bedrijf (meer dan 249 werknemers) en aan een mkb-bedrijf.
De prijs is vernoemd naar koning Willem I. Hij had als bijnaam 'Koning-Koopman' en wordt daarom gezien als symbool voor een sterke ondernemersgeest. De stichting en de prijs bestaan sinds 1958. Ze zijn gestart door De Nederlandsche Bank en een aantal aan het bedrijfsleven verbonden organisaties. De stichting beoordeelt de inzendingen op het financieel-economisch beleid van de ondernemingen en op de criteria "durf, daadkracht, doorzettingsvermogen, duurzaamheid en innovatie".
Sinds 2014 wordt de prijs uitgereikt door koningin Máxima; zij is erevoorzitter van de Koning Willem I Stichting, zoals  eerder prins Claus dat was. Voorzitter van de stichting is in 2015 Klaas Knot, president van De Nederlandsche Bank.
Na 2011 namen zij de prijs voor duurzaam ondernemen (een plaquette waar zowel [middel]grote als kleine bedrijven voor in aanmerking komen)  over van Het Ei van Columbus.

## Winnaars
| Jaar | Groot bedrijf                     | Midden- en kleinbedrijf         | Plaquette voor duurzaam ondernemerschap |
| ---- | --------------------------------- | ------------------------------- | --------------------------------------- |
| 2024 | Royal Cosun                       | Lagemaat Sloopwerken            | Fairphone                               |
| 2022 | NXP Semiconductors                | Maan Group                      | MUD Jeans                               |
| 2020 | CSU Groep B.V.                    | Von Gahlen Nederland B.V.       | Gulpener Bierbrouwerij B.V.             |
| 2018 | AFAS Software B.V.                | Bouwgroep Dijkstra Draisma B.V. | Eosta B.V.                              |
| 2016 | Koninklijke Philips N.V.          | TOBROCO Machines                | Koppert Cress B.V.                      |
| 2014 | Koninklijke FrieslandCampina N.V. | KOTUG International B.V.        | Coöperatie TexelEnergie U.A.            |
| 2012 | VDL Groep                         | Vencomatic BV                   | Normteq                                 |
| 2010 | Stage Entertainment               | Adams Musical Instruments       |                                         |
| 2008 | Fugro                             | Solland Solar                   |                                         |

| Jaar | Bedrijf                                                      |
| ---- | ------------------------------------------------------------ |
| 2006 | ASML                                                         |
| 2003 | Oad Groep B.V.                                               |
| 2002 | Mammoet Holding B.V.                                         |
| 2000 | Heineken N.V.                                                |
| 1998 | Akzo Nobel N.V.                                              |
| 1996 | Randstad Holding N.V.                                        |
| 1994 | Koninklijke Ahold N.V.                                       |
| 1992 | Koninklijke Nijverdal – Ten Cate N.V.                        |
| 1990 | N.V. Koninklijke Nederlandse Vliegtuigenfabriek Fokker       |
| 1988 | DAF B.V.                                                     |
| 1986 | Coöperatieve Vereniging “ Ver. Bloemenveilingen Aalsmeer”    |
| 1984 | Gist Brocades N.V.                                           |
| 1982 | Koninklijke Boskalis Westminster N.V.                        |
| 1980 | Koninklijk Kweekbedrijf en Zaadhandel D.J. van der Have B.V. |
| 1978 | N.V. Indivers                                                |
| 1976 | Vitatron N.V.                                                |
| 1972 | N.V. Nederlandse Metaalindustrie Polynorm                    |
| 1970 | Machinefabriek Van Aarsen                                    |
| 1968 | Prins N.V.                                                   |
| 1966 | N.V. Koni                                                    |
| 1964 | N.V. Maatschappij voor Waschverwerking Erdal                 |
| 1962 | N.V. Lips                                                    |
| 1960 | Fabriek van Landwerktuigen VICON                             |
| 1958 | N.V. Chemische Fabriek Gembo                                 |